# فضيحة (مسرحية)
فضيحة مسرحية اجتماعية كوميدية (فكاهية) من تأليف وإخراج عبد الله الحبيل. عرضت في الكويت سنة 2000، وهي تتحدث عن قناة من القنوات الجريئة في طرح المواضيع.

## أبطال المسرحية
- عبد الله الحبيل
- طارق العلي
- نادية كرم
- إسماعيل سرور
- أحمد الفرج
- بوهلال
- نسرين
- أحمد الشمري